# 친위대
친위대(親衛隊, 영어: life guard, household troops)는 국가의 원수나 중요한 기관·인물 또는 수도(首都)를 경호하기 위한 군대를 말한다. 근위대(近衛隊)라고도 한다. 또한 부대 특성 상 군대의 장성급 장교들이 아닌 국가의 원수가 직접 지휘하는 부대이다. 그 때문에 여타의 부대에 비해 훨씬 정예한 병력으로 구성되어 있으며 경우에 따라서는 전 부대원 모두가 장교일 수도 있다.

## 각국 친위대
- 미국 해병대 : 국방장관의 명령 없이 미국 대통령의 명령만으로도 작전 수행이 가능한 부대라서 친위대의 성향이 강하다.
- 친위대 (로마 제국)(라틴어: Praetoriani)
- 친위대 (러시아 제국)
- 친위대 (나치 독일)(독일어: Schutzstaffel) : 나치 독일의 민족사회주의 독일 노동자당의 산하 기관이었던 준군사조직이다.
- 대한제국 친위대(大韓帝國 親衛隊) : 대한제국 말기 군사 제도 개혁으로 창설된 군대 편제. 수도 한양과 왕궁 호위가 주임무였다.
- 호위사령부 : 조선인민군 친위대.

## 같이 보기
- 제목에 "친위대" 항목을 포함한 모든 문서
- 근위병
- 위키낱말사전에 친위대 관련 글이 있습니다.